# Moschus moschiferus

Cráneo

El kabargá o ciervo almizclero siberiano (Moschus moschiferus) es un ciervo de almizcle que habita los bosques montañosos del noreste de Asia. Es más común en la taiga del sur de Siberia, pero también se encuentra en partes de Mongolia, Mongolia Interior, Manchuria y la península coreana. La isla de Sajalín cuenta con una subespecie endémica.
Es en gran parte nocturno, y migra sólo en distancias cortas. Prefiere altitudes de más de 2600 m. Los adultos son pequeños, pesando entre 7 y 17 kg. Las características más llamativas del kabarga son sus colmillos y rostro parecido al del canguro. A los machos les crecen los dientes en lugar de astas.
Su pequeña forma les permite esconderse de los depredadores a través de pequeñas aberturas en el terreno rocoso y también les permiten correr excepcionalmente rápido de sus depredadores. Aunque posee colmillos muy visibles exteriormente el kabarga es en realidad herbívoro, siendo su principal fuente de nutrientes los líquenes.
Debido a la caza furtiva para obtener su glándula almizclera, la población de kabarga continúa disminuyendo. Se espera que la población se reduzca al menos en un 30% en las próximas tres generaciones. Algunos países están comenzando a reintroducir poblaciones de kabarga. Sus principales depredadores son el tigre siberiano, el leopardo de Amur, el leopardo de las nieves, el lince eurasiático, el lobo, el zorro, el oso pardo, el oso negro asiático, el glotón y la marta.

## Subespecies
- Moschus mosciferus moschiferus
- Moschus mosciferus arcticus
- Moschus mosciferus parvipes
- Moschus mosciferus sachalinensis
- Moschus mosciferus turowi